# Stora Mellby
Stora Mellby – miejscowość (tätort) w Szwecji, w regionie administracyjnym (län) Västra Götaland, w gminie Alingsås.
Według danych Szwedzkiego Urzędu Statystycznego liczba ludności wyniosła: 349 (31 grudnia 2015), 360 (31 grudnia 2018) i 368 (31 grudnia 2019).